# Брукс, Терренс Дин
Те́рренс Дин Брукс (англ. Terrence Dean Brooks; 8 января 1944 года, Стерлинг, США) — американский писатель-фантаст.

## Биография
Терри Брукс родился 8 января 1944 года в небольшом городке Стерлинг в Иллинойсе, где провёл детство и юность.
В 1966 году он получил степень бакалавра в области английской литературы, окончив Гамильтонский колледж, а затем — доктора юриспруденции в Юридической школе Университета Вашингтона и Ли. Ещё в колледже он начал писать, сочинив несколько рассказов в жанре научной фантастики, вестерна и реалистической прозы.
В 1977 году он написал и опубликовал роман в жанре фэнтези — «Меч Шаннары». Сюжет романа касался последнего потомка эльфийского рода Шаннара, единственного, кто может овладеть магическим Мечом и спасти Четыре Земли от чародея Броны. По признанию самого Терри, обратиться к жанру фэнтези его вдохновили книги Джона Р. Р. Толкина.
«Меч Шаннары» стал первой книгой в этом жанре, попавшей в рейтинг бестселлеров The New York Times, в котором она продержалась более пяти месяцев. После такого успеха Брукс решил оставить свою юридическую карьеру и заниматься писательским делом профессионально. В 1982 Терри Брукс опубликовал продолжение — «Эльфийские Камни Шаннары», а «Песнь Шаннары», опубликованная в 1985 году, завершила трилогию о семействе Омсвордов.
Брукс переехал в Сиэтл и в 1986 написал книгу «Продается волшебное королевство — ПРОДАНО!», ироничную сказку о простом обывателе по имени Бен Холлидей, неожиданно ставшем повелителем целого волшебного королевства. Книга стала началом его новой серии романов о Заземелье, которую вскоре пополнили «The Black Unicorn» и «Wizard at Large». В 1990 году Терри вернулся к Четырём Землям и написал тетралогию «Наследие Шаннары», в которой отступил от прежних сказочно-эпических канонов в сторону техномагии и пост-апокалипсиса. В дальнейшем, Терри не останавливался надолго на одной серии, перемежая Шаннару с Заземельем, что помогало ему пробовать новые идеи. В 1996 он написал «First King of Shannara», приквел ко всей эпопее, а в последнее время работает над ещё более ранним периодом истории Четырёх Земель.
Также перу Терри Брукса принадлежат новелизация фильма «Star Wars — Призрачная Угроза», и трилогия «темного» фэнтези «The Word & Void». Терри написал предисловие к трилогии «Долина Ледяного Ветра» Роберта Сальваторе.

## Экранизации
В середине 1990-х планировались съёмки фильма по роману «Меч Шаннары», но Терри отозвал права на экранизацию, прочитав предполагаемый сценарий. Сюжет фильма планировал слишком сильное отступление от оригинала, перемещая действие в пост-апокалиптическую вселенную. Права на экранизацию книг серии «Шаннара» принадлежат Warner Bros. Компания планировала в 2009—2010 годах экранизировать «Эльфийские Камни Шаннары». Режиссёром был назван Майк Ньювелл.
На 2008 год была запланирована экранизация романа «Продается волшебное королевство — ПРОДАНО!» с режиссёром Стивеном Соммерсом, однако съёмки так и не были начаты.
5 января 2016 года на телеканале MTV стартовал сериал «Хроники Шаннары», который основан на Оригинальной Трилогии Шаннары.